# Haxtur
Haxtur fue una serie de historietas de fantasía heroica, obra de Víctor de la Fuente, publicada originariamente en la revista Trinca desde 1969 hasta 1971. Considerada uno de los grandes hitos de la historieta en España, se dio su nombre a los Premios Haxtur. 
Las presiones por haber declarado en la revista Tiempo que Haxtur era un manifiesto político obligaron a Víctor de la Fuente a emigrar a Francia.

## Argumento
Son doce historias en las que el protagonista, un guerrillero de algún país sudamericano con un claro parecido al Che Guevara, tiene alucinaciones en el lapso que media entre su herida por un grupo de tropas gubernamentales y su muerte. Se alternan el ambiente de la selva de la guerrilla con otro prehistórico fantástico.

## Creación y trayectoria editorial
Según sus propias palabras, Victor de la Fuente eliminó en esta serie "los textos de apoyo y toda indicación que separase los espacios temporales entre pasado y presente, entre sueño y realidad", de tal forma que usa

la parte literaria exclusivamente como complemento del relato iconográfico, reiterando parlamentos y usando frases entrecortadas con el propósito bien determinado de impedir una lectura rápida, con lo que pretendía que el lector regresara a lo ya leído, haciéndole reflexionar al cortar la lectura y examinar lo ya visto.

La serie fue recopilada luego en dos álbumes de 42 páginas cada uno por la propia Editorial Doncel. 
En los Estados Unidos, fue publicada por Warren Publishing en sus revistas "1984" (1979) y "Eerie" (1980).
En el 2008, Glénat España reeditó la obra con color mecánico, diferente rotulación y alguna variación en la parte escrita.